# Lomas de San Martín
Lomas de San Martín är en ort i Mexiko.   Den ligger i kommunen Pesquería och delstaten Nuevo León, i den centrala delen av landet, 700 km norr om huvudstaden Mexico City. Lomas de San Martín ligger 385 meter över havet och antalet invånare är 1 329.
Terrängen runt Lomas de San Martín är platt. Runt Lomas de San Martín är det tätbefolkat, med 343 invånare per kvadratkilometer. Närmaste större samhälle är Ciudad Guadalupe, 15,7 km sydväst om Lomas de San Martín. Trakten runt Lomas de San Martín består i huvudsak av gräsmarker.